# Nino Famà
Nino Famà (ur. 27 września 1956 roku w Falcone) – włoski kierowca wyścigowy.

## Kariera
Famà rozpoczął karierę w międzynarodowych wyścigach samochodowych w 1983 roku od startów w Formule Fiat Abarth, gdzie dwunastokrotnie stawał na podium, a siedmiokrotnie na jego najwyższym stopniu. Uzbierane 81 punktów pozwoliło mu zdobyć tytuł mistrza serii. W późniejszych latach pojawiał się także w stawce Włoskiej Formuły 3, Europejskiej Formuły 3, Formuły 3000, Włoskiej Formuły 2000, Superformula Golden Cup Italy, 3000 Pro Series oraz Włoskiej Formuły Master.
W Formule 3000 Włoch został zgłoszony do wyścigu na torze Autodromo di Pergusa w sezonie 1988 z włoską ekipą Forti Corse. Jednak nie zakwalifikował się do wyścigu.